# Kauns
Kauns ist eine Gemeinde mit 545 Einwohnern (Stand 1. Jänner 2024) im Bezirk Landeck im Bundesland Tirol (Österreich). Die Gemeinde ist Teil des Gerichtsbezirks Landeck.

## Geografie
Kauns liegt an der Einmündung des Kaunertals aus den Ötztaler Alpen in das obere Inntal oberhalb von Prutz. 
Vom Talkessel mit dem Faggenbach erstreckt sich das Gemeindegebiet den Berghang entlang zur Nachbargemeinde Kaunerberg und umfasst einen Teil des vorderen Kaunertals. 
Der Ort liegt am Fuß des mächtigen Kaunergrats und ist Mitglied im Verein Naturpark Kaunergrat. Der Naturpark unterhält auf 7700 Hektar Fläche ein Schutzgebiet für die Ur-Biene "Braunelle". Diese seltene Bienenart zeichnet sich besonders durch ihre Widerstandsfähigkeit gegen den kalten Winter im Gebirge aus. Von 1000 in Österreich beheimaten Völkern leben derzeit (2015) 400 in Kauns im Schutzgebiet Kaunergrat.

### Nachbargemeinden
| Faggen  | Kaunerberg                                  |           |
| Prutz   | Kompassrose, die auf Nachbargemeinden zeigt |           |
| Fendels |                                             | Kaunertal |

## Geschichte
Die erste urkundliche Erwähnung des Ortes als "Chunes" datiert auf das Jahr 1120. Ab dem Jahr 1749 wurde Kauns als selbständige Steuergemeinde geführt.
Das Schloss Bernegg (auch Berneck) liegt östlich vom Dorfzentrum an der Kante einer 130 m zum Faggenbach abfallenden Felswand und ist eine um 1200 gebaute Burganlage. Der deutsche König und spätere Kaiser Maximilian I. kaufte es 1501 als Standquartier für die Gämsen- und Steinbockjagd in den umliegenden Revieren. Seit 1976 wird die ehemals völlig verfallene Anlage originalgetreu restauriert und ist zu besichtigen.
Kauns war ursprünglich Teil des Gerichtsbezirks Ried in Tirol und wurde nach dessen Auflösung 1978 Teil des Gerichtsbezirks Landeck.

### Bevölkerungsentwicklung
| Kauns: Einwohnerzahlen von 1869 bis 2024            | Kauns: Einwohnerzahlen von 1869 bis 2024 | Kauns: Einwohnerzahlen von 1869 bis 2024 | Kauns: Einwohnerzahlen von 1869 bis 2024 | Kauns: Einwohnerzahlen von 1869 bis 2024 |
| --------------------------------------------------- | ---------------------------------------- | ---------------------------------------- | ---------------------------------------- | ---------------------------------------- |
| Jahr                                                |                                          |                                          |                                          | Einwohner                                |
| 1869                                                | 1869                                     |                                          | 341                                      | 341                                      |
| 1880                                                | 1880                                     |                                          | 304                                      | 304                                      |
| 1890                                                | 1890                                     |                                          | 274                                      | 274                                      |
| 1900                                                | 1900                                     |                                          | 264                                      | 264                                      |
| 1910                                                | 1910                                     |                                          | 243                                      | 243                                      |
| 1923                                                | 1923                                     |                                          | 227                                      | 227                                      |
| 1934                                                | 1934                                     |                                          | 243                                      | 243                                      |
| 1939                                                | 1939                                     |                                          | 266                                      | 266                                      |
| 1951                                                | 1951                                     |                                          | 284                                      | 284                                      |
| 1961                                                | 1961                                     |                                          | 283                                      | 283                                      |
| 1971                                                | 1971                                     |                                          | 369                                      | 369                                      |
| 1981                                                | 1981                                     |                                          | 372                                      | 372                                      |
| 1991                                                | 1991                                     |                                          | 411                                      | 411                                      |
| 2001                                                | 2001                                     |                                          | 447                                      | 447                                      |
| 2011                                                | 2011                                     |                                          | 475                                      | 475                                      |
| 2021                                                | 2021                                     |                                          | 497                                      | 497                                      |
| 2024                                                | 2024                                     |                                          | 545                                      | 545                                      |
| Quelle(n): Statistik Austria, Gebietsstand 1.1.2021 |                                          |                                          |                                          |                                          |

## Kultur und Sehenswürdigkeiten
- Burg Berneck

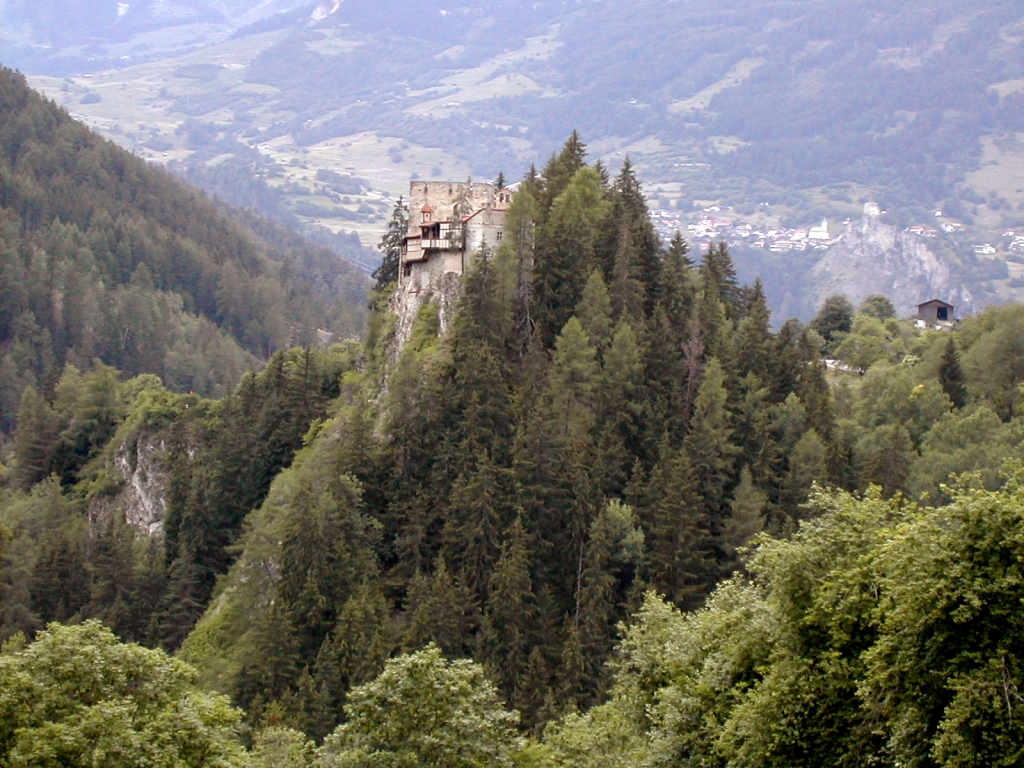
Burg Berneck

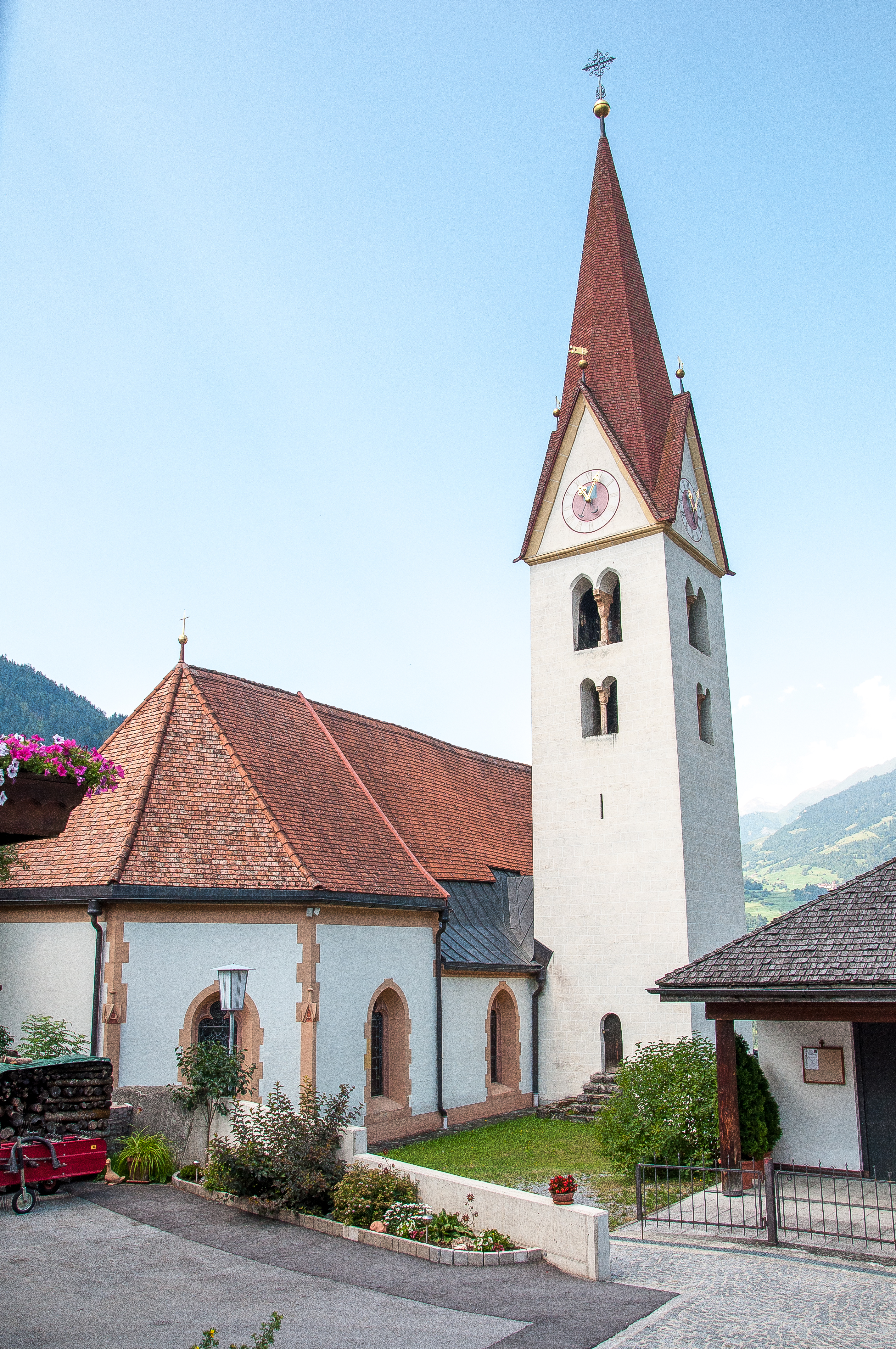
Pfarrkirche Kauns

- Katholische Pfarrkirche Kauns hl. Jakobus der Ältere
- Schranzkapelle: Am Ortseingang steht die Schranzkapelle mit einem Kruzifix, welches vermutlich von Andreas Kölle stammt. Die Kapelle wurde als Dank für die überstandene Pest im Jahr 1639 von Michael Schranz gestiftet.[4][5]
- Die zahlreichen Dorfbrände haben nur wenige Häuser überstanden, eines davon ist der Schlosshof mit Bemalungen aus der Zeit um 1650.
- Kaunerberger Wasserweg: Der Wasserweg führt durch das Gemeindegebiet von Kauns. Dieser folgt einem Bewässerungskanal, welcher mit Fördermitteln des Marshallplans finanziert wurde und in den Jahren 1947 bis 1954 erbaut wurde.[6] Der Wanderweg führt durch einen tausend Meter langen unbeleuchteten Stollen.[7] Im Süden von Kauns schließt der "Szegediner Luis Steig" an den Wasserweg an.[8]

## Politik

### Gemeinderat
Bei den Gemeinderatswahlen werden 11 Mandatare gewählt.
| Partei                   | 2022 | 2022    | 2016 | 2016    | 2010 | 2010    | 2004  | 2004    |
| Partei                   | %    | Mandate | %    | Mandate | %    | Mandate | %     | Mandate |
| ------------------------ | ---- | ------- | ---- | ------- | ---- | ------- | ----- | ------- |
| Gemeinschaftsliste Kauns | 100  | 11      | 100  | 11      | 100  | 11      | 53,52 | 6       |
| Unabhängige Bürgerliste  |      |         |      |         |      |         | 46,48 | 5       |

### Bürgermeister
Bürgermeister seit 1919 waren:
- 1919–1922 Jakob Neururer
- 1922–1928 Josef Schlapp
- 1928–1933 Jakob Neururer
- 1933–1940 Philipp Huter
- 1940–1940 Alois Wille
- 1940–1943 Alfons Schmid
- 1943–1945 Alois Starjakob
- 1945–1946 Heinrich Eiterer
- 1946–1947 Johann Haslwanter
- 1947–1947 Ludwig Schranz
- 1947–1965 Rudolf Falkeis
- 1965–1983 Philipp Huter
- 1983–1986 Josef Wille
- 1986–1992 Philipp Huter
- 1992–1998 Peter Neururer
- 1998–2007 Reinhard Wille
- 2008–2010 Wolfgang Felbermayr
- 2010–2017 Bernhard Huter
- seit 2017 Matthias Schranz.[14]

### Wappen
Blasonierung: 
"In Silber ein grün gezinntes Winkelschildhaupt und ein aus dem grünen ausgebogenen Schildfuß wachsender schwarzer Bär."
Die Zinnen im Wappen erinnern im Dreieck zusammenlaufend an Schloss Berneck. Im Volk ist der Name als "Bäreneck" gedeutet worden. Daher führten die Herren von Berneck im Mittelalter einen Bären in ihrem Wappen. Der grüne Schildfuß versinnbildlicht den romanischen Ortsnamen Kauns, der als "Mulde" oder "Wiege" zu übersetzen ist (lateinisch cuna ‚Wiege, wiegenartige Einsenkung‘).

## Persönlichkeiten

### Mit der Gemeinde verbundene Persönlichkeiten
- Freddy Gigele (* 1961), Musiker und Komponist